# قصف إسرائيل للقاهرة
قصفتِ قوات الجو الإسرائيلية يوم 8 رمضان 1367 (15 يولية/تموز 1948) في وقت الإفطار حيًّا سكنيا وسط القاهرةِ عاصمةِ مصرَ، ما أدى إلى مقتل 30 مصريا وتدمير بيوتهم.
قبل إعلان قيام دولة إسرائيل، طلب تنظيم هَجَنَا الصهيوني من الولايات المتحدة الأمريكية ثلاثَ طائرات من نوع بَوِنْك باء 17 عبر أحد عملائها المتطوعين الأجانب، الأمريكيِّ آل شويمر. قصفت الطائرتان الأُخريان مدينة رفح على أنهما أمرتا بضرب العريش.